# Rue du Moulin-du-Château
La rue du Moulin-du-Château (en occitan : carrièra dels Molins del Castèl) est une voie publique du centre historique de Toulouse, chef-lieu de la région Occitanie, dans le Midi de la France. Elle se situe au sud du quartier des Carmes, dans le secteur 1 de la ville.

## Situation et accès

### Description
La rue du Moulin-du-Château est une voie publique située dans le centre-ville de Toulouse. Elle naît de l'avenue Maurice-Hauriou, à l'emplacement de l'ancien bastion qui protégeait l'angle sud-ouest de l'enceinte médiévale de Toulouse. Elle longe au nord la cité de Port-Garaud, laisse à gauche le passage de Comminges, puis oblique vers l'est afin de rejoindre plus haut la rue des Moulins, qui la prolonge jusqu'à la rue de la Fonderie, presque au carrefour de la place du Parlement et de la place du Salin.

### Voies rencontrées
La rue du Moulin-du-Château rencontre les voies suivantes, dans l'ordre des numéros croissants (« g » indique que la rue se situe à gauche, « d » à droite) :
1. Avenue Maurice-Hauriou
2. Passage de Comminges (g)
3. Rue des Moulins

## Odonymie
La rue tire son nom du moulin du Château narbonnais, qui enjambait la Garonnette sur une chaussée, sous l'actuel poste de police municipale de Port-Garaud, et dont les magasins se trouvaient le long de la Garonnette, sous le tracé de l'actuelle rue.
Au Moyen Âge, il existait une rue, désignée au moins depuis le XIVe siècle comme la rue de la Roquette, du nom du port voisin de la Roquette. Elle prit au XVIe siècle le nom de rue du Château. Cette rue, quoique n'ayant pas exactement le même parcours que la rue actuelle, fut appelée, à partir du XVIIIe siècle, rue du Moulin-du-Château. En 1794, pendant la Révolution française, elle fut renommée rue de la Providence.

## Histoire

### Antiquité
Durant l'Antiquité, la configuration du quartier est sensiblement différente de l'aspect qu'il a aujourd'hui. La Garonnette, petit bras de la Garonne, coule entre le port Garaud et l'île de Tounis (sous l'actuelle Cité de Port-Garaud et le tracé de la partie sud de l'actuelle rue du Moulin-du-Château). Sur ces rives se trouve un petit port, en contrebas de la terrasse sur laquelle est bâtie la ville. La construction de l'enceinte de la Toulouse romaine, au début du Ier siècle, renforcée par plusieurs tours comme la tour de Thanus, à son angle sud-ouest (actuel no 3 de la rue des Renforts), isole ce port de la ville.

### Moyen Âge
Au Moyen Âge, le quartier dépend du capitoulat de la Dalbade. La vieille enceinte romaine est enserrée dans les constructions médiévales, particulièrement entre le Château narbonnais et la Garonnette. La porte de Comminges (emplacement de l'actuel no 3 rue des Moulins), au bout de la rue des Moulins, permet d'accéder au port par une voie qui descend jusqu'au port. Des escaliers, du côté de la rue des Renforts, en avant de l'enceinte romaine, descendent également aux moulins du Château. Aux XIIe et XIIIe siècles, une nouvelle muraille est donc construite en avant de ces maisons, derrière la rue des Renforts, tandis que la porte de Comminges est renforcée. Entre la porte de Comminges et la rue des Renforts, au pied de la vieille muraille romaine et face au port, se trouve la rue de la Roquette (actuelle cour du poste de police municipale de Port-Garaud). Le long de cette rue sont amarrés, en 1183, 24 moulins « à nef », connus comme les moulins du Château narbonnais, concédés par le comte de Toulouse, Raimond V, à des habitants de la ville, tandis qu'un barrage est bâti sur la Garonnette entre le port Garaud et l'île de Tounis (actuelle avenue Maurice-Hauriou et rond-point des Jeunes-Combattants). En 1192, une seconde inféodation du comte autorise les propriétaires à construire 16 moulins « terriers » pour remplacer leurs nefs.
Même si le port des pêcheurs est alors déplacé plus au nord, au port de la Roquette ou port Saint-Antoine, accessible par l'escalier qui descend à droite de la rue du Château, la rue de la Roquette reste un espace commercial majeur de la ville. Contre la porte de Comminges est installée, au XVe siècle, la Triperie de la ville. Plus loin, en contrebas de l'escalier qui descend vers le port Garaud, se trouve l'abattoir (ou « affachador ») des bœufs. Le long de la Garonnette (actuelle esplanade triangulaire entre les rues du Moulin-du-Château et de Comminges) sont la Maison des bancs des étuves, puis les dépendances du moulin du Château narbonnais.

### Période moderne

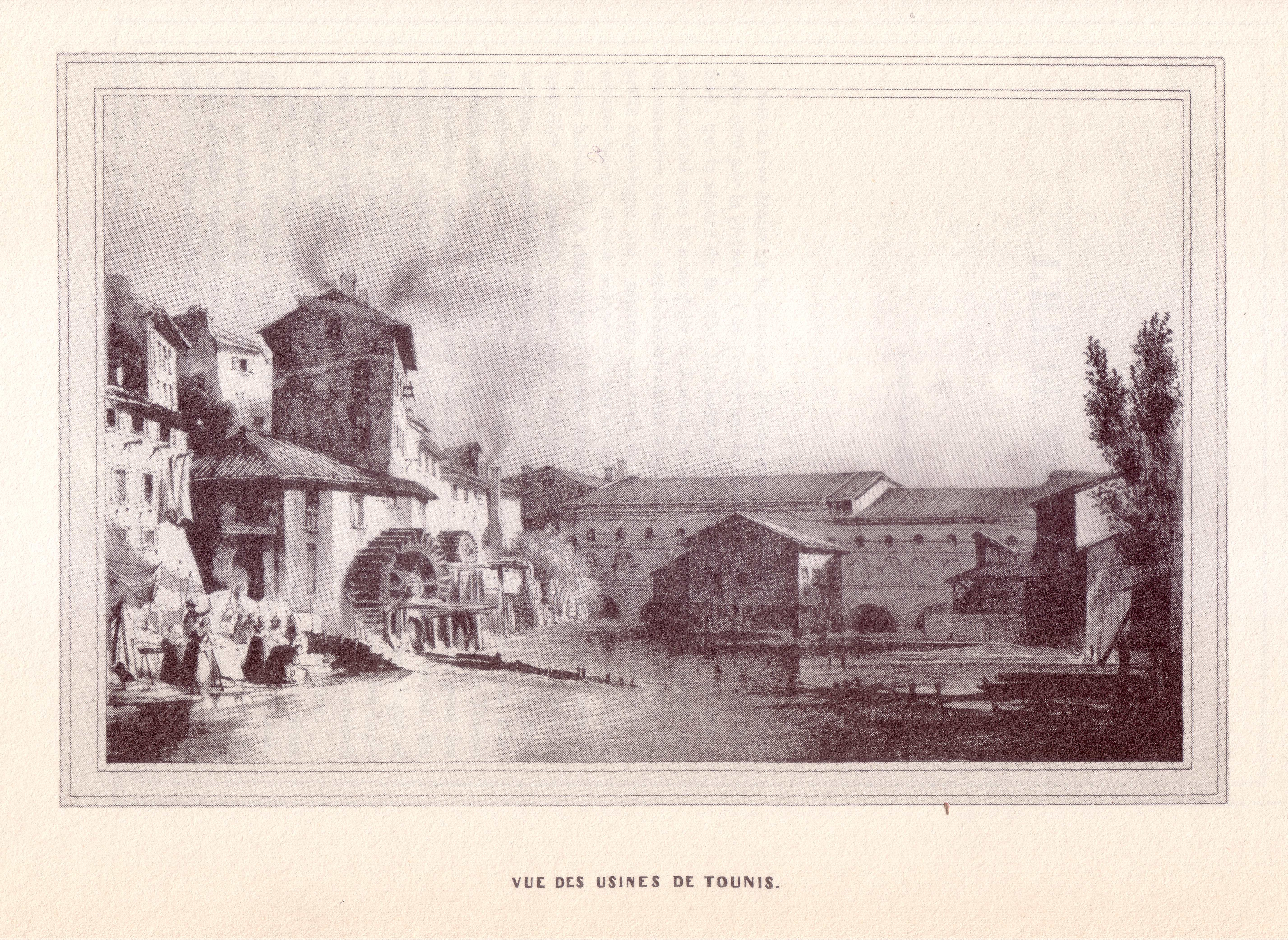
Les moulins du Château narbonnais vus de l'aval, lithographie de Jean-Mamert Cayla et Théobule Paul (Toulouse monumentale et pittoresque, 3e quart du XIXe siècle).

Au XVIe siècle, les capitouls décident de renforcer les défenses de la ville et ordonnent en 1527 la construction d'un bastion, désigné comme le bastion ou renfort du Moulin du Château. Achevé en 1544 seulement, il se trouve près de la Garonnette et des moulins du Château, à l'angle sud-ouest de la muraille (actuel carrefour de l'avenue Maurice-Henriou et de la rue du Moulin-du-Château). C'est d'ailleurs à cette époque que la rue de la Roquette prend le nom de rue du Château. Le bastion du Moulin du Château est régulièrement entretenu par les capitouls, comme en 1602, tandis que la vieille tour de Thanus, complètement ruinée, est abattue. Après les destructions causées par une inondation, le 9 juin 1712, le bastion est complètement reconstruit.
Au XVIIIe siècle, la rue du Château prend le nom de rue du Moulin-du-Château, quoiqu'elle n'a pas le même tracé que la rue actuelle.

### Époque contemporaine
Au XIXe siècle, le conseil municipal veut achever les travaux d'aménagement des allées Saint-Michel (actuelles allées Jules-Guesde) en les prolongeant jusqu'à la Garonne et les derniers éléments de la vieille muraille sont abattus. En 1842, le bastion du Moulin du Château et la porte de Comminges ne résistent pas et sont démolis. En 1900, les moulins du Château sont ruinés par une inondation qui a emporté la chaussée : les réparations étant trop lourdes, ils sont vendus à la ville en 1901 et, après un incendie en 1934,, définitivement détruits en 1940.
Après la Seconde Guerre mondiale, la municipalité socialiste de Raymond Badiou s'intéresse aux quartiers pauvres et insalubres de la ville, en particulier ceux qui bordent la Garonnette, et décide son assèchement. Les anciens greniers du moulin du Château sont détruits, les fenêtres supérieures étant déplacées dans le Jardin des plantes. La construction d'un grand ensemble immobilier est décidée, donnant à la rue du Moulin-du-Château son aspect actuel : l'école maternelle de Port-Garaud est construite en 1957 par les architectes Pierre Debeaux et Roger Brunerie, tandis que les travaux de la Cité de Port-Garaud, imaginée par les architectes Joachim et Pierre Génard, sont achevés en 1958.

## Patrimoine

### Immeubles
- no  1 : école maternelle du Port-Garaud. 
L'école est construite en 1958 sur les plans de l'architecte Pierre Debeaux, sur les bases du modèle mis en place par Roger Brunerie, architecte en chef de la ville. Pierre Debeaux, représentant du mouvement moderne, adapte la forme des bâtiments à la contrainte de la forme de la parcelle. Le bâtiment de deux étages forme un L avec une aile principale sur rue, courbe, qui suit le tracé de la rue, et une aile au nord. Dans le plan initial, l'ensemble se composait de deux classes ouvrant sur la cour centrale, le bureau de la direction, un réfectoire, des sanitaires et une salle de jeux et, à l'étage, un logement de fonction. Le bureau de la direction, à l'articulation des deux corps de bâtiment, contrôle l'accès à l'école. Les murs en béton avec parement de brique, massifs, et les motifs de meurtrières sur l'arrondi de l'angle sur rue rappellent le bastion du Moulin du Château disparu[13],[15],[16].

- no  3-10 : cité du Port-Garaud. 
La cité du Port-Garaud est construite en 1958 par les architectes Joachim et Pierre Génard. La cité, d'un style résolument moderne, dont elle reprend la plupart des points, est composée de plusieurs bâtiments de 4 à 5 étages, sur pilotis, qui forment un serpentin orthogonal, le long du tracé de l'ancien bras de la Garonnette. Les façades sont habillées de plaques de béton préfabriquées, tout comme les encadrements de fenêtres et de portes en saillie. Plusieurs bas-reliefs représentent des allégories figuratives[14].

### Bâtiments disparus
- no  2 : emplacement de l'ancien bastion du Moulin du Château. 
Le bastion du Moulin du Château est construit entre 1527 et 1544, afin de renforcer les défenses de la ville là où le rempart rejoint les rives de la Garonnette. Il est détruit au XIXe siècle.

- parking entre les rues du Moulin-du-Château, des Moulins et de la Hache : emplacement de l'ancien grenier du moulin du Château.

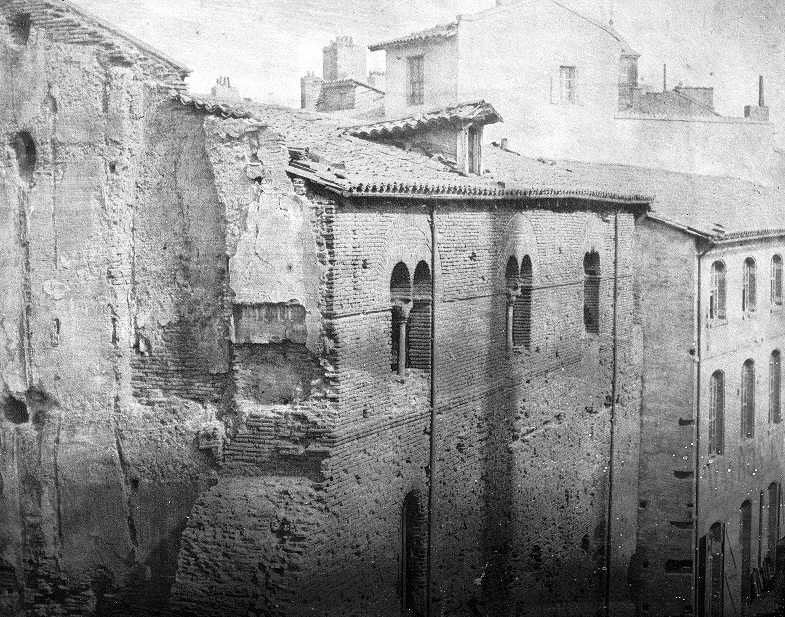
Façade de l'ancien grenier du moulin du Château.
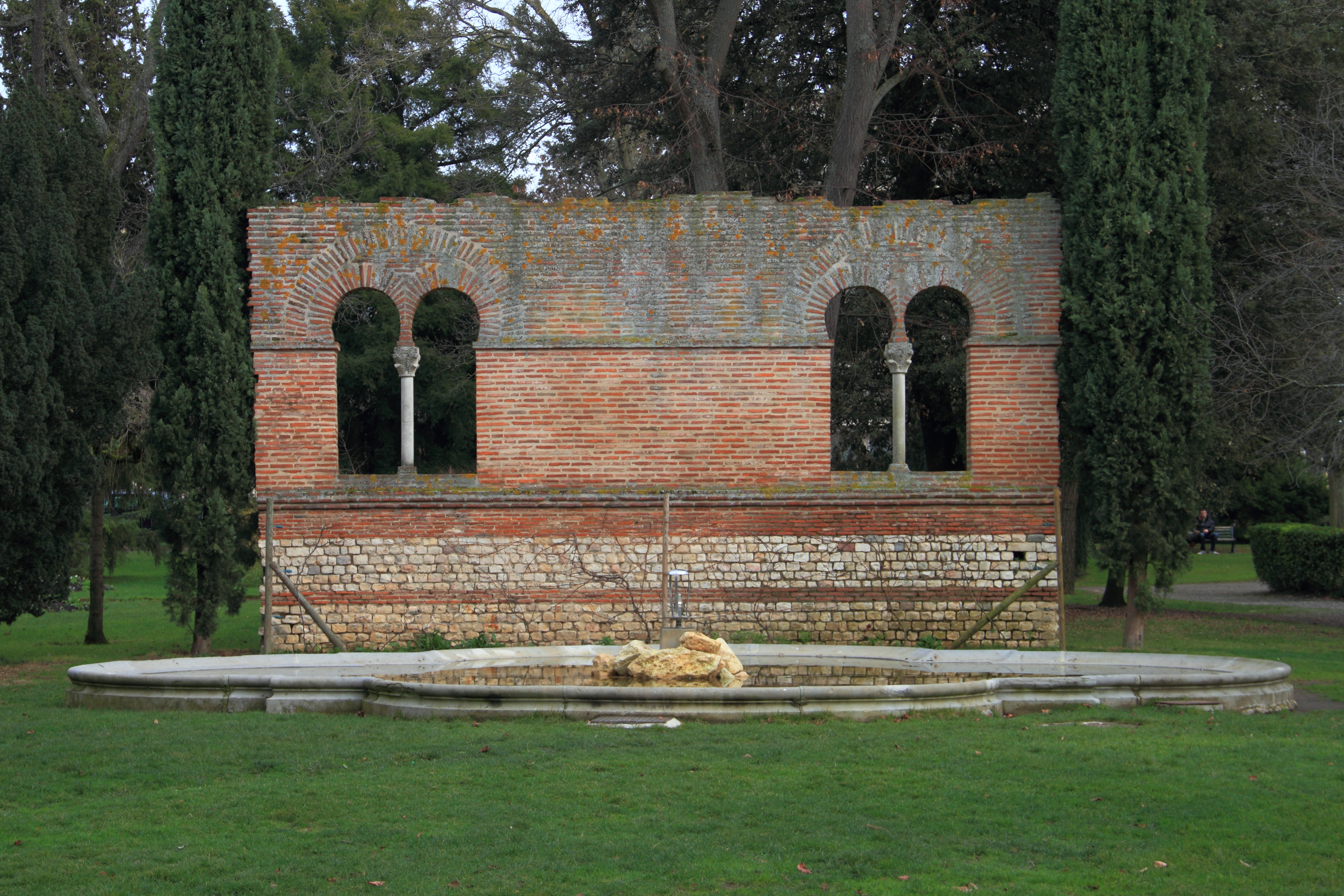
Fenêtres de l'ancien grenier du moulin du Château, remontées dans le Jardin des plantes.